# Ollainville (Wogezy)
Ollainville – miejscowość i gmina we Francji, w regionie Grand Est, w departamencie Wogezy.
Według danych na rok 1990 gminę zamieszkiwało 90 osób, a gęstość zaludnienia wynosiła 14 osób/km² (wśród 2335 gmin Lotaryngii Ollainville plasuje się na 955. miejscu pod względem liczby ludności, natomiast pod względem powierzchni na miejscu 883.).